# لوئیس ئی. بروس
لوئیس ئی. بروس (انگلیسی: Louis E. Brus؛ زادهٔ ۱۹۴۳ میلادی)، دانشمند در زمینه شیمی‌فیزیک اهل ایالات متحده آمریکا، و استاد شیمی در دانشگاه کلمبیا است. او کاشف نیمه هادی کلوئیدی است که به عنوان نقطه کوانتومی شناخته می‌شود.
در سال ۱۹۷۳، بروس به آزمایشگاه‌های بل ملحق شد، فعالیت‌های وی در آنجا منجر به کشف نقاط کوانتومی شد. در سال ۱۹۹۶، بروس بل را ترک کرد و به گروه آموزشی دانشکده شیمی در دانشگاه کلمبیا پیوست.
او همچنین برندهٔ جوایزی همچون جایزه کاولی، و نشان بنجامین فرانکلین شده‌است.
بروس در سال ۲۰۰۴ به عضویت آکادمی ملی علوم ایالات متحده آمریکا انتخاب شد و نیز عضو آکادمی علوم و ادبیات نروژ است.
لوئیس ئی.بروس موفق شد به پاس خدماتش درباره کشف نقاط کوانتومی در سال 2023 جایزه نوبل شیمی را به همراه مونگی باوندی و الکسی اکیموف ببرد.